# Tzolkin
De tzolkin is een waarzegkalender in kringloopvorm, die in geheel Meso-Amerika (onder andere door de Maya's) gebruikt werd als onderdeel van de tijdrekening.
De tzolkin kent een periode van 260 dagen. Deze worden aangeduid door het combineren  van 13 getallen en 20 namen. De Mayacijfers kennen voor het getal 1 een stip, die een vinger voorstelt. Voor het getal 5 wordt een liggende streep, of balk gebruikt, die een hand voorstelt. Tien wordt weergegeven door twee strepen boven elkaar, vijftien door drie van zulke strepen. De getallen 0 en 20 worden beide identiek weergeven als een soort gesloten schelp; een balk met een open cirkel erdoor.
De Mayanamen zijn als volgt:
|  |  |  |  |  |
|  |  |  |  |  |
|  |  |  |  |  |
|  |  |  |  |  |

Iedere naam heeft zijn eigen glief, die echter in een aantal verschillende varianten voorkomt.
Iedere dag wordt aangegeven met zowel een getal als een naam, beginnend met 1 Imix. Iedere volgende dag krijgt het volgende getal en de volgende naam. Na 1 Imix komt dus 2 Ik. Omdat er maar 13 getallen zijn komt na 13 Ben echter 1 Ix. Doordat 13 en 20 geen gemene deler hebben, komt de samenstelling 1 Imix pas weer na 260 dagen terug. Ieder van de 260 dagen heeft daarmee een unieke getal-naam aanduiding.
Gekoppeld aan het haab vormt de tzolkin de kalenderkringloop van 52 jaar.
Voor de traditionele Maya's had de kalender een eigen mystiek, en heeft hij die ten dele nog. De dagen hadden een eigen persoonlijkheid en karakter. In gebeden richtte men zich tot de Dagheer van wie men gunsten wilde verkrijgen. Ook de getallen bezaten een sterke lading. (In de Klassieke tijd werden ze verpersoonlijkt als goden.) Er bestonden offerplaatsen in de bergen die eenvoudig 'Een-plaats', 'Negenplaats' enz. heetten en waar men dan op dagen met het betreffende getal (bv. 1 Imix, 9 Ik) kwam bidden en offeren.    
In onze tijd is de tzolkin een nieuw leven begonnen – ook in Mexico en Guatemala – waarin begrippen als 'energie' en 'bewustzijn' een belangrijke rol spelen. In deze hedendaagse, in de newagestroming passende waarzegpraktijk, noemt men de dagtekens wel 'zonnezegels'. De associaties van de zonnezegels hebben weinig meer te maken met die van de traditionele Mayacultuur.

## Verwijzingen
- Ruud van Akkeren, De Dans van de Trom. Een Maya ritueel. Conserve 2006.
- Barbara Tedlock, Time and the Highland Maya. Albuquerque: University of New Mexico Press.
- J.E.S. Thompson, An Introduction to Maya Hieroglyphic Writing. Norman: University of Oklahoma Press.
- Peter Toonen, 2012; Het einde van de gestolen tijd. Andromeda, 2005